# 체셔이스트

체셔이스트의 위치

체셔이스트(영어: Cheshire East)는 잉글랜드 체셔주에 위치한 단일 자치구로 중심 도시는 샌드배치이며 면적은 1,166km2, 인구는 374,179명(2014년 기준)이다. 2009년 4월 1일에 신설되었다.